# Nezzazatinae
Nezzazatinae es una subfamilia de foraminíferos bentónicos de la familia Nezzazatidae, de la superfamilia Nezzazatoidea, del suborden Nezzazatina y del orden Lituolida. Su rango cronoestratigráfico abarca desde el Barremiense hasta el Turoniense (Cretácico superior).

## Discusión
Clasificaciones previas incluían Nezzazatinae en la superfamilia Haplophragmioidea, así como en el suborden Textulariina del orden Textulariida, o en el orden Lituolida sin diferenciar el suborden Nezzazatina.

## Clasificación
Nezzazatinae incluye a los siguientes géneros:
- Biplanata †
- Lupertosinnia †
- Merlingina †
- Nezzazata †
- Nezzazatinella †
- Pyrenina †
- Sirelina †
- Tekkeina †
- Trochospira †

Otro género considerado en Nezzazatinae es:
- Begia †, aceptado como Nezzazata